# Saint-Léger-lès-Domart
Saint-Léger-lès-Domart és un municipi francès situat al departament del Somme i a la regió dels Alts de França. L'any 2007 tenia 1.851 habitants.

## Demografia

### Població
El 2007 la població de fet de Saint-Léger-lès-Domart era de 1.851 persones. Hi havia 715 famílies de les quals 161 eren unipersonals (51 homes vivint sols i 110 dones vivint soles), 216 parelles sense fills, 245 parelles amb fills i 93 famílies monoparentals amb fills.
La població ha evolucionat segons el següent gràfic:
Habitants censats

### Habitatges

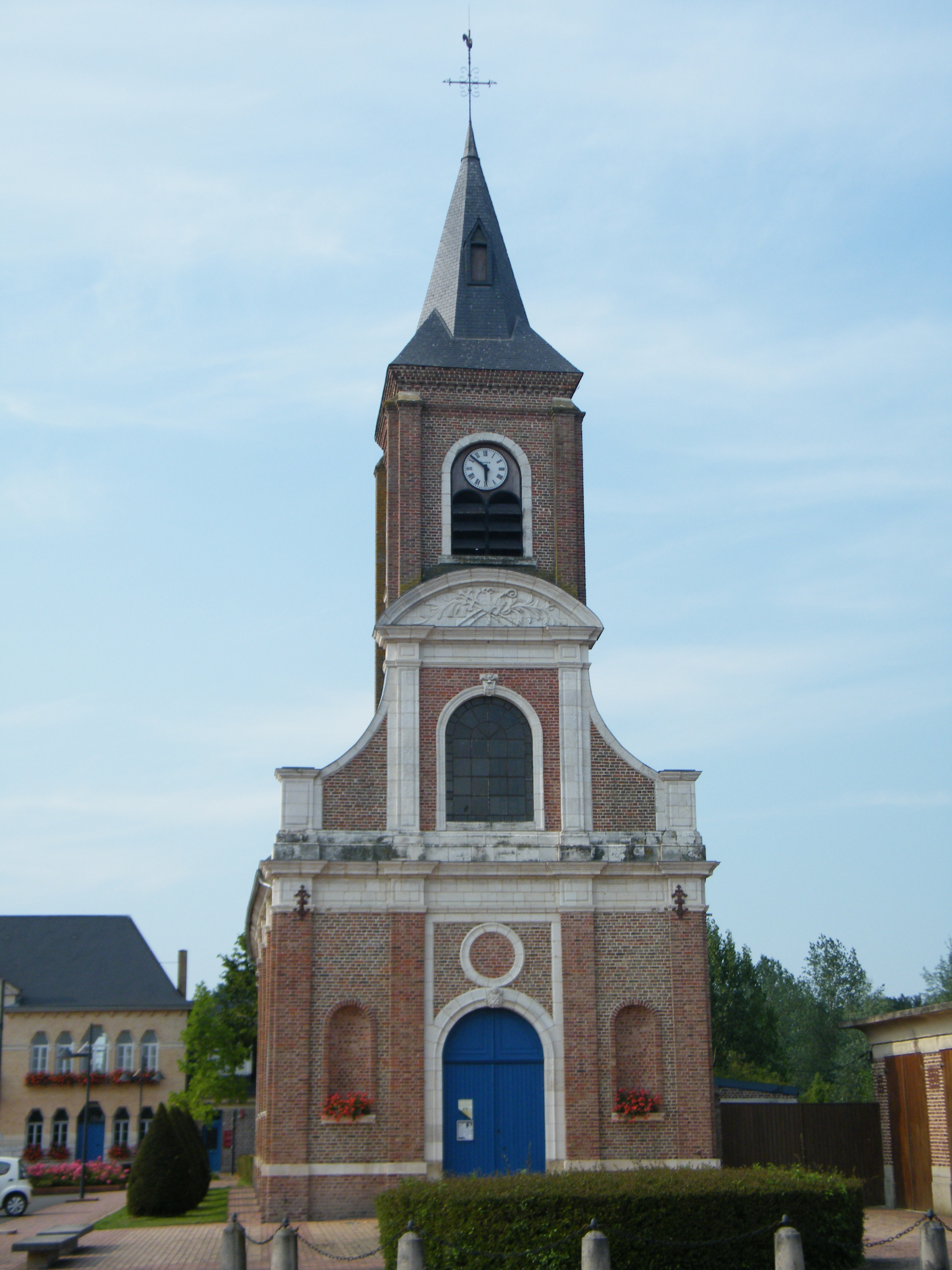
església

El 2007 hi havia 762 habitatges, 717 eren l'habitatge principal de la família, 14 eren segones residències i 32 estaven desocupats. 753 eren cases i 10 eren apartaments. Dels 717 habitatges principals, 406 estaven ocupats pels seus propietaris, 302 estaven llogats i ocupats pels llogaters i 8 estaven cedits a títol gratuït; 1 tenia una cambra, 23 en tenien dues, 193 en tenien tres, 235 en tenien quatre i 264 en tenien cinc o més. 359 habitatges disposaven pel capbaix d'una plaça de pàrquing. A 317 habitatges hi havia un automòbil i a 243 n'hi havia dos o més.

### Piràmide de població

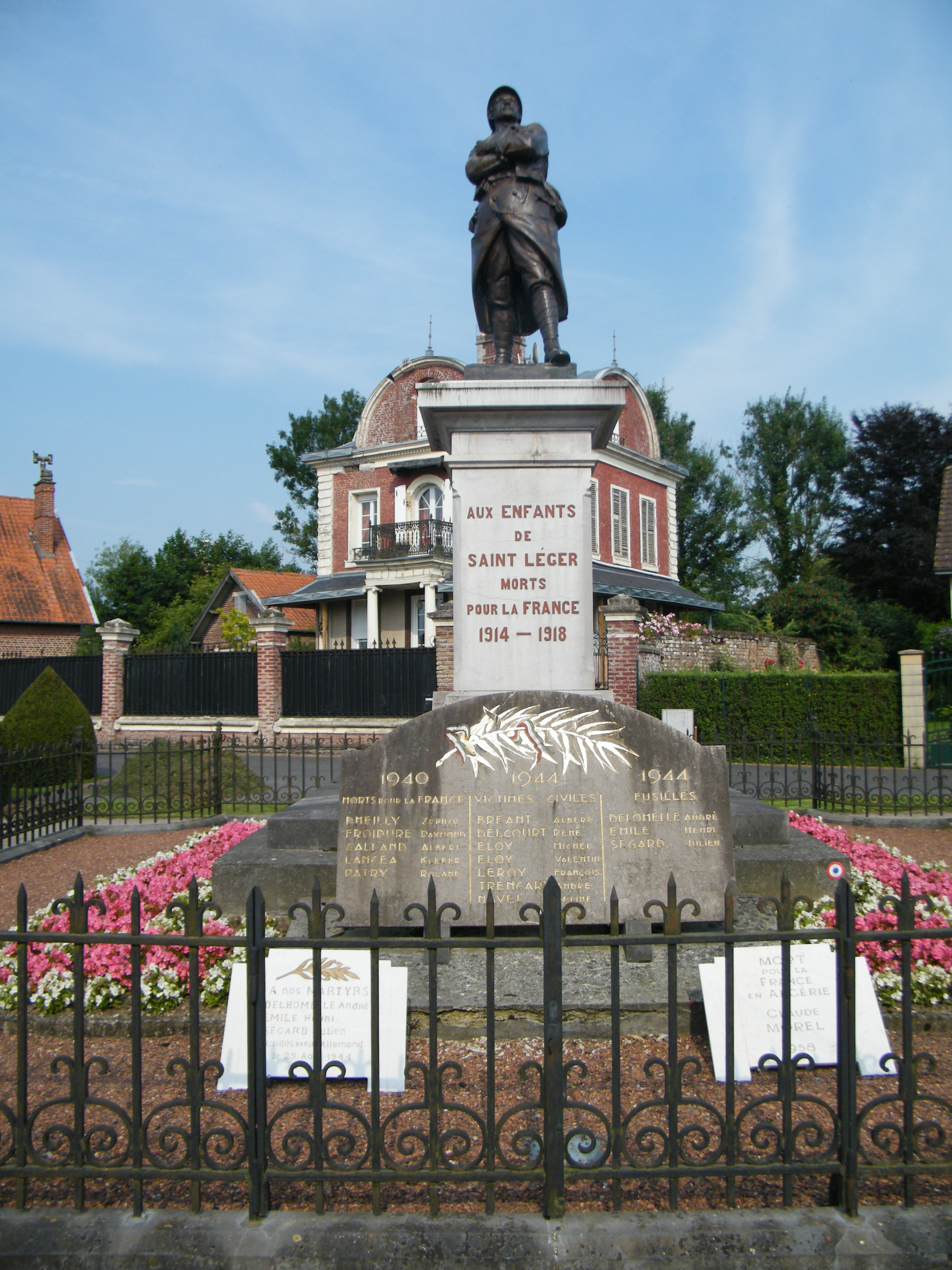
monument

La piràmide de població per edats i sexe el 2009 era:
| Homes | Edats   | Dones |
| ----- | ------- | ----- |
| 0     | 95 o +  | 0     |
| 0     | 90 a 94 | 8     |
| 0     | 85 a 89 | 12    |
| 4     | 80 a 84 | 12    |
| 12    | 75 a 79 | 8     |
| 28    | 70 a 74 | 48    |
| 36    | 65 a 69 | 68    |
| 52    | 60 a 64 | 40    |
| 16    | 55 a 59 | 52    |
| 56    | 50 a 54 | 28    |
| 92    | 45 a 49 | 60    |
| 52    | 40 a 44 | 76    |
| 60    | 35 a 39 | 28    |
| 72    | 30 a 34 | 80    |
| 88    | 25 a 29 | 56    |
| 88    | 20 a 24 | 72    |
| 56    | 15 a 19 | 72    |
| 72    | 10 a 14 | 28    |
| 64    | 5 a 9   | 64    |
| 56    | 0 a 4   | 48    |

## Economia

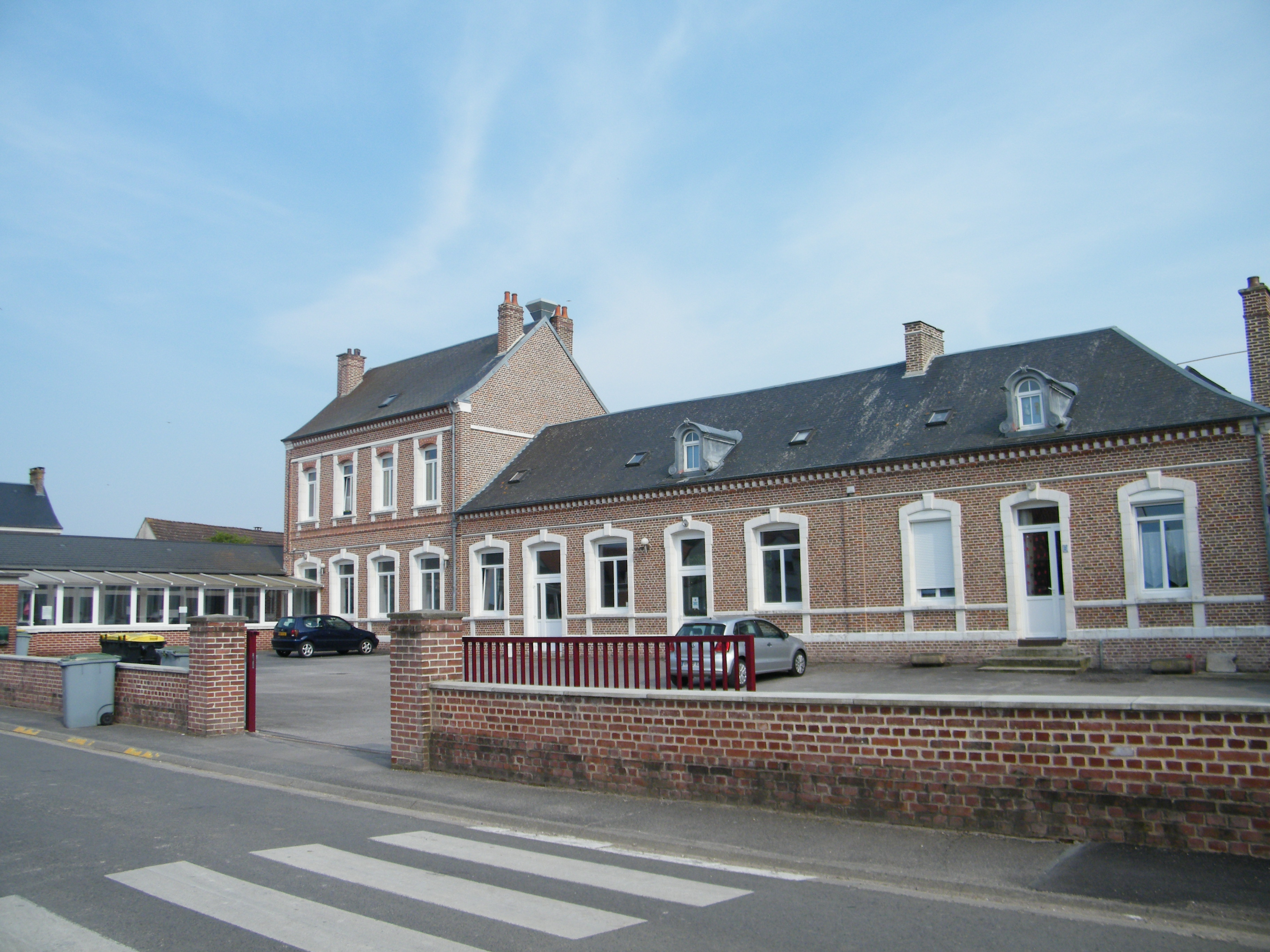

El 2007 la població en edat de treballar era de 1.239 persones, 885 eren actives i 354 eren inactives. De les 885 persones actives 746 estaven ocupades (442 homes i 304 dones) i 139 estaven aturades (72 homes i 67 dones). De les 354 persones inactives 93 estaven jubilades, 100 estaven estudiant i 161 estaven classificades com a «altres inactius».

### Ingressos
El 2009 a Saint-Léger-lès-Domart hi havia 732 unitats fiscals que integraven 1.892 persones, la mediana anual d'ingressos fiscals per persona era de 14.640 €.

### Activitats econòmiques
Dels 38 establiments que hi havia el 2007, 2 eren d'empreses extractives, 1 d'una empresa alimentària, 1 d'una empresa de fabricació d'altres productes industrials, 5 d'empreses de construcció, 7 d'empreses de comerç i reparació d'automòbils, 2 d'empreses de transport, 1 d'una empresa d'hostatgeria i restauració, 2 d'empreses immobiliàries, 1 d'una empresa de serveis, 14 d'entitats de l'administració pública i 2 d'empreses classificades com a «altres activitats de serveis».
Dels 13 establiments de servei als particulars que hi havia el 2009, 1 era una oficina de correu, 1 funerària, 1 taller de reparació d'automòbils i de material agrícola, 1 autoescola, 2 paletes, 1 guixaire pintor, 1 fusteria, 1 empresa de construcció, 2 perruqueries, 1 restaurant i 1 agència immobiliària.
Dels 5 establiments comercials que hi havia el 2009, 1 era una gran superfície de material de bricolatge, 1 una fleca, 1 una peixateria, 1 una llibreria i 1 una perfumeria.
L'any 2000 a Saint-Léger-lès-Domart hi havia 6 explotacions agrícoles.

## Equipaments sanitaris i escolars
L'únic equipament sanitari que hi havia el 2009 era una farmàcia.
El 2009 hi havia una escola elemental.

## Poblacions més properes
El següent diagrama mostra les poblacions més properes.